# 原町 (新宿區)
原町（日语：／ Haramachi */?）是東京都新宿區的町名。未實施住居表示。現行行政地名是原町一丁目至原町三丁目。2013年8月1日為止的人口有4,288人。郵遞區號為162-0053。

## 地理
位於新宿區中東部。北臨喜久井町及辯天町，東接市谷柳町，南連市谷藥王寺町與河田町，西南與西通若松町。町域東邊有外苑東通、中央附近有大久保通通過。西邊與若松町的町界是夏目坂通。大久保通與外苑東通沿線多商業設施，町域內以住宅為主，也有佛教寺院。

## 歷史
原為下戶塚村飛地，稱為下戶塚村椚原（くぬぎばら）。
- 1745年（延享2年）：去除椚原的「椚」，成立原町一～三丁目。
- 1869年（明治2年）：牛込永昌寺門前、松雪寺門前編入一丁目，幸國寺編入二丁目。、
- 1872年（明治5年）：一丁目與根來組、槍組屋敷跡與寺地合併，三丁目與前新宮藩主水野邸、長久寺門前、近隣寺地與宅地合併。
- 1931年（昭和6年）：一部分編入河田町、若松町。

### 地名由來
原名「椚原」，去除「椚」後成為新町名「原町」。

## 交通
町域東部的大久保通下是都營地下鐵大江戶線牛込柳町站。西部可利用都營地下鐵大江戶線若松河田站，北部可利用東京地下鐵東西線早稻田站。此外，本地巴士也十分便利。

## 設施
- 成城中學校・高等學校
- 經王寺
- 幸國寺
- 原町公園

## 備註
1. ↑  『角川日本地名大辞典 13　東京都』、角川書店、1991年再版、P878
2. ↑  .   [2013-08-10]. （原始内容存档于2014-08-19）.

## 外部連結
- 新宿區役所（页面存档备份，存于）